# Aus guter Familie
Der Roman Aus guter Familie mit dem Untertitel Leidensgeschichte eines Mädchens von Gabriele Reuter erschien 1895 im S. Fischer Verlag. Er war der erste Bestseller in der Verlagsgeschichte und wurde bis 1931 in 28 Auflagen verkauft und in diverse Sprachen übersetzt. Hintergrund des Romans ist die Wilhelminische Ära in Deutschland. Der Roman wird der Epoche des Realismus bzw. des Naturalismus zugeordnet und gehört dem Genre des Gesellschaftsromans an.
Der Roman behandelt die gesellschaftlichen und politischen Probleme jener Zeit, vor allem mit Blick auf jungen Frauen im 19. Jahrhundert und im Kontext der „Mädchenfrage“. Er wird deswegen oft als literarischer Ausdruck der damaligen „Frauenbewegung“ verstanden und von der Forschung mit dem abwertenden Begriff der „Frauenliteratur“ in Verbindung gebracht.
Der Roman erzählt die Geschichte des jungen Mädchens Agathe Heidling, die nach ihrer Konfirmation zwar als erwachsene Frau gilt, sich aber im Leben einer „Jungfrau, Gattin und Mutter“ nicht zurechtfindet. Da es ihr weder gelingt, ihr Wesen mit den an sie gestellten Erwartungen zu vereinbaren, noch einen Ehemann zu finden, zerbricht Agathe nach und nach an den an sie gestellten sozialen Anforderungen. Sie endet krank und allein.

## Inhalt

### Erster Teil
I: Gabriele Reuters Roman beginnt mit der Konfirmation der bald siebzehnjährigen Agathe Heidling im Kreise ihrer Familie in der Dorfkirche.
II: Seit der Schulzeit ist Agathe mit Eugenie Wutrow befreundet. Eines Tages erzählt ihr Eugenie, wie Babys entstehen, dass sie nicht von einem Engel gebracht werden, wie Agathes Mutter sagt. Darauf möchte Agathe ihre Freundin nicht mehr sehen, so grässlich findet sie die Vorstellung. Als sie an diesem Abend viel zu spät nach Hause kommt, schlägt die Mutter sie mit der Rute.
III: Frau Heidling, Agathes Mutter, wünscht sich ein gutes Verhältnis mit ihrer Tochter, kommt jedoch mit deren lebhaftem Charakter nicht zurecht. Deshalb entscheidet sie sich dafür, Agathe in „Die Pension“ (37) zu schicken, eine Anstalt, in der sich auch Eugenie befindet.
IV: Es sind Sommerferien, die Agathe auf dem Land bei ihrem Vetter Martin verbringt. Ihr gefällt diese Zeit, die vor allem auch durch ein „gemeinsames Schwärmen“ (34) und Herumalbern gekennzeichnet wird. Eines Tages gesteht Martin ihr, dass er sie küssen möchte, woraufhin Agathe die Flucht ergreift. Während sie sich „sehr tugendhaft und erhaben“ fühlt, nimmt Martin das Ganze nicht so gut auf.
V: Der Umzug ins neue Stadthaus findet statt, wo Agathe ihr Leben als erwachsener Mensch beginnt und in die einfachsten häuslichen Pflichten einer deutschen Hausfrau eingeführt wird. Sie wird langsam zur Frau und feiert in dieser Zeit, zusammen mit ihren Freundinnen, auch ihren 17. Geburtstag. Bei dem Anlass besprechen die Freundinnen den näher rückenden ersten Ball und ihre bisherigen Liebesbeziehungen, was vor allem Agathe erröten lässt.
VI: Agathe ist aufgrund der wunderbaren Geschichten, die sie schon über den ersten Ball eines jungen Mädchens gehört hat, sehr aufgeregt. Schon bei den Vorbereitungen merkt Agathe, dass der Ball nicht etwa so glamourös ist, wie ihr erzählt wurde. Als sie, bereits aufgewühlt und unsicher, auf dem Ball ankommt, wird sie von allem, vor allem aber durch Eugenies elegante Erscheinung, vollkommen aus der Bahn geworfen. Sie wird verzweifelt und emotional, hat Angst, dass keiner sie zum Tanz auffordert. Als dann ihr Vetter Martin Eugenie zum Tanz auffordert, wird Agathe seltsam traurig. Später weist sie den Assessor Raikendorf ab, womit sie Kritik von ihrer Mutter erntet. Als sie in den Tagen nach dem Ball jedoch nach ihrer Erfahrung gefragt wird, schwärmt sie, genau wie alle anderen, von ihrer ersten Ballerfahrung.
VII: Eugenie befasst sich plötzlich mit dem Patriotismus und diskutiert deswegen oft mit dem Vetter Martin, was Agathe bewundert. Sie ist der Überzeugung, dass Eugenie Martin liebe und ist daher umso überraschter, als wenig später die Verlobung zwischen Eugenie und Walter, Agathes Bruder, bekanntgegeben wird. Gleichzeitig werden die Mädchen, unter ihnen auch Agathe, in die Kunst eingeführt. Jeden Sonntag besuchen sie zusammen mit Agathes Vater, einem Regierungsrat, eine Ausstellung. Agathe wird dabei vom Bild eines „Lord Byron“ vollkommen gefesselt und ist fortan von diesem besessen. In ihrer Fantasie führt sie eine Beziehung mit ihm. Die Beziehung zwischen Agathe und Eugenie wird durch deren Verlobung und Agathes geheime, imaginäre Beziehung weiter verschlechtert. Agathe verachtet bald ihre neue Schwägerin.
VIII: Eines Tages gesteht Luise, ein Hausmädchen der Heidlings, Agathe, dass Walter ihr den Schlüssel zu ihrem Zimmer weggenommen hat und sie dort besucht. Obwohl Agathe Luise erst als Lügnerin beschimpft, beschließt sie dann doch, dem Mädchen zu helfen. Sie spricht mit ihrem Bruder, der nichts abstreitet, Agathe jedoch zornig anschreit, sich aus seinen Angelegenheiten herauszuhalten. Agathe weiß nicht, was sie nun tun soll. Schließlich sagt Luise, dass Walter ja sowieso bald weg gehe, wenn er Eugenie heiratet, und sie belassen es dabei.
IX: Drei Jahre später, Agathe, inzwischen jetzt 20, reist für fünf Wochen zu einer viel jüngeren Cousine ihrer Mutter, der Malerin Mariechen von Woszenska, die von Agathes Photographie begeistert ist. Für die Reise muss sie allerdings ihr eigenes Geld verwenden, das sie ursprünglich gespart hatte, um das Grab von Lord Byron zu besuchen. In der Künstlerstadt angekommen, merkt sie schnell, dass die Familie Woszenski, bestehend aus Mariechen, Kas und Michel, ganz anders ist als ihre eigene Familie. Sie genießt es, sich mehr „gehen zu lassen“ (70), als sie das zu Hause konnte.
X: Nach dem Besuch beim Maler Lutz in seinem Atelier ist Agathe völlig aufgelöst und gesteht sich selbst und Gott, dass sie diesen liebe. Agathe sieht den Maler jedoch erst später bei einem Konzert wieder, wo dieser allerdings mehr an seiner Sitznachbarin, der Schauspielerin Fräulein Daniel, interessiert ist. In den Wochen ihres Aufenthalts sieht Agathe den Maler ab und zu, ohne dass sich zwischen ihnen etwas entwickelt. Trotzdem lernt sie viel von ihrem „zweiten Geliebten“ (77) und wird in ihrer unbekümmerten Zeit dort offener und neugieriger.
XI: Wieder zu Hause ist Agathes Vater beleidigt, dass es seiner Tochter bei den Malern so gut gefallen hat. Agathe schreibt jedoch der Frau Woszenska und hofft auf ein baldiges Wiedersehen. Wenig später liest sie in der Zeitung, dass Fräulein Daniel in M. engagiert worden ist und erfährt dann bei den Wutrows, dass der Maler Lutz Fräulein Daniel nachgereist sei. Als Agathe ihn einige Tage später im Dorf sieht, erkennt dieser sie allerdings nicht.
XII: Hochzeit von Eugenie und Walter. Agathe und ihr Vetter Martin können das Fest nicht wirklich genießen, da sie beide an gebrochenem Herzen leiden. Nach der Hochzeitsreise ziehen Walter und Eugenie in die obere Etage im Haus der Wutrows und Eugenie wird zu einem „reizenden Hausmütterchen“ (84). Für Agathe ist es eine langweilige Zeit. Nur die seltenen Theaterbesuche, in denen sie ab und an, wenn die Daniel auftritt, den Maler Lutz sehen kann, sind ihr ein Trost.
XIII: Agathe ringt sich dazu durch, auf einem Ball mit dem Assessor Raikendorf zu tanzen, obwohl sie diesen noch immer nicht leiden kann. Am Ende des Abends und am darauffolgenden Ball spricht sie sogar einige Worte mit dem Maler Lutz, der plötzlich Interesse an ihr zeigt. Lutz und die Schauspielerin trennen sich und man erzählt sich, dass der Maler nun vom Heiraten spricht. Ihre Eltern mögen den Maler allerdings nicht und wollen ihn nicht im Haus haben.
XIV: Als Agathes Eltern bei einem Osterfest in Bornau sind, kommt ihr Vetter Martin heimlich zu ihr nach Hause. Dieser hat sich vollkommen von der Familie isoliert und erzählt ihr, dass er polizeilich gesucht und in die Schweiz reisen wird. Er hinterlässt ihr einige Schriften, die Agathe nur zögernd annimmt. Kaum ist er weg, liest sie diese und ist überwältigt von der wilden, revolutionären Welt, die sich ihr eröffnet.
XV: Trotzdem reist Agathe wenig später ihren Eltern nach Bornau nach. Durch ein Bahnunglück ist sie gezwungen, eine Stunde auf ihren nächsten Zug zu warten und hilft dort einem kleinen Jungen namens Didi, der sich als das uneheliche Kind von Frau Daniel und Maler Lutz entpuppt.
XVI: Bei den Eltern angekommen wird Agathe von der Aussicht, dieses Geheimnis und diesen Schmerz auf ewig mit sich herumtragen zu müssen, krank. Ab und an wird sie von heftigen Anfällen geplagt und verlangt schließlich von ihren Verwandten: „Lasst mich doch sterben!“ (113). Der Arzt sagt allerdings, dass die Anfälle durch ihre Sensibilität und eine Alteration herbeigeführt wurden und Agathe beschließt, für ihre Eltern weiterzuleben.

### Zweiter Teil
I: Der zweite Teil setzt ein mit der Geburt des Kindes von Eugenie und Walter. Agathe wendet sich indessen dem Glauben zu und schließt sich den Jesubrüdern an. In der Frömmigkeit fühlt sie sich weniger einsam. Sie hat sich dem Leben der Pietät und Entsagung hingegeben und urteilt streng über diejenigen, die das nicht tun. Eingespannt von der Arbeit im Haushalt und vereinnahmt von ihren Eltern und gesellschaftlichen Erwartungen, die an sie gestellt werden, gelingt es ihr auch so nicht, Fuß in ihrem eigenen Leben zu fassen. Ein plötzlicher Blutsturz und die darauffolgende Erholungsphase bindet sie noch stärker an ihre Eltern.
II: Die Aussicht, doch zu heiraten und damit die Möglichkeit, ihren vermeintlichen Platz in der Gesellschaft zu findet, bietet sich Agathe im Wiedersehen mit Raikendorf. Dieser gehörte zu den ersten Verehrern Agathes auf den Bällen. Ihre frühere Abneigung gegen ihn wird nach einigen Treffen abgelöst von langsam aufkeimenden Gefühlen für ihren „Retter“.
III: Agathe fährt aufs Land zum Haus vom Landrat Raikendorf. Dieser wirbt um sie und am Ende des Besuches ist sich Agathe sicher, dass sie ihn heiraten möchte.
IV: Raikendorf macht Agathe einen Heiratsantrag und sie malt sich bereits eine Zukunft als Ehe- und Hausfrau aus. Doch Raikendorf und Agathes Vater sprechen hinter verschlossenen Türen über die Hochzeit und es stellt sich heraus, dass die Familie Heidling aufgrund von Walters Spielschulden kein Geld für Agathes Mitgift hat. Die Hochzeit kann nicht stattfinden.
V: Agathe wendet sich wieder etwas vom Glauben ab. Ihr neues Interesse gilt Romanen, die eigentlich nicht für Frauen gedacht sind und ihre Fantasie nicht unschuldig bleiben lässt. Nach Raikendorf wirbt sie zwar um andere Männer, hat jedoch keinen Erfolg und verliert dabei immer mehr sich selbst.
VI: Die Familie Heidling feiert ein Fest zu Ehren ihrer Magd, der alten Dorte, die seit 25 Jahren bei ihnen dient. Darauf folgt ein Ausschnitt aus Agathes Tagebuch, in dem ein Einblick in ihr düsteres Innenleben gegeben wird.
VII: Luise Groterjahn, das ehemalige Dienstmädchen der Heidlings, schreibt einen Brief an Agathe und bittet sie um Geld für die Beerdigung ihres Kindes. Agathe geht zu ihr und findet Luise krank in einer heruntergekommenen Pension vor. Einige Tage nach dem Besuch erfährt Agathe, dass Luise gestorben ist und ihre Versuche zu helfen zu spät kamen.
VIII: Agathe fasst den Beschluss, sich wieder an ihr Gelübde, nur für ihre Eltern zu leben, zu erinnern und heiterer zu werden. Sie ziehen um in eine kleinere Wohnung, um Geld zu sparen. Mittlerweile emotional völlig abgestumpft, versucht sich Agathe mit ihrem langweiligen Leben abzufinden und sich um den Haushalt und ihre Eltern zu kümmern.
IX: Eines Tages findet Agathe das Buch Natürliche Schöpfungsgeschichte von Ernst Haeckel und zeigt sich erstaunt darüber, dass sie als Frau dem Inhalt so gut folgen kann. Sie interessiert sich sehr für die Natur und wünscht sich zum Geburtstag mehr wissenschaftliche Bücher. Stattdessen bekommt sie von ihrem Vater eine Anweisung zum Trocknen von Blumen, was sie heimlich wütend macht. Der Bücherschrank mit den restlichen Werken bleibt von nun an verschlossen.
X: Onkel Gustav stirbt. Bei seiner Beerdigung zieht sich die Mutter eine Erkältung zu und muss nun Tag und Nacht auch gepflegt werden. Sie spricht viel vom Himmel und ihren Kinderchen, die dort auf sie warten. Bald darauf stirbt sie. Agathe bleibt nur noch ihr Vater, an den sie nun stärker als zuvor durch ein Versprechen an ihre Mutter, sich um ihn zu kümmern, gebunden ist.
XI: Agathe findet auf der Bodenkammer eine Kiste mit alten Puppen und packt diese ein, um sie Eugenie zu zeigen und ihrem Kind zu geben. Anderes Spielzeug bringt sie ihrer Cousine Mimi Bär auf die Kinderstation ins Krankenhaus. Als Agathe dort einen Lachkrampf bekommt, wird klar, dass sie dringend Erholung braucht.
XII: Tapfer, aber ohne jegliche Freude geht sie allen Aufgaben gewissenhaft nach und arbeitet sich in ihrer Isolation unbemerkt von den anderen bis an den Rand eines Nervenzusammenbruchs. Auf Empfehlung der Ärzte und ihres Umfelds reist sie darauf gemeinsam mit ihrem Vater zur Erholung in die Schweiz.
XIII: Dort trifft sie auf ihren Cousin und früheren Schwarm Martin, der in der Schweiz studiert und sich politisiert hat. Martin stellt ihr ein Leben in Zürich in Aussicht, wo sie emanzipiert leben könnte. Diese macht sich aber Sorgen um den Vater und um ihren Ruf in der Heimat. Sie versichert sich immer wieder, dass sie Martin nicht liebt, sie ist nur begeistert von seinen Gedanken, die so erfrischend anders sind. Martin ist ein freier Mensch geworden, mehr nicht.
XIV: Bei einem Ausflug auf das Hörnli beginnt Martin, mit der Kellnerin zu liebäugeln, was Agathe sehr missfällt. Plötzlich verabscheut sie Martin wieder und versteht nicht, wie sie in ihm einen guten Menschen sehen konnte. Am späteren Abend versuchen sich die Beiden auszusprechen. Unter Tränen verkündet sie, dass sie Martin doch liebe und rennt daraufhin davon, um frei von ihm zu sein. Sie findet schließlich zur Pension zurück. So ist auch dieser Traum geplatzt und Agathe erleidet einen schweren mentalen Zusammenbruch.
XV. Der angesichts der Situation hilflose Vater lässt Eugenie in die Schweiz kommen, um sich fürs Erste Agathes anzunehmen. Jedoch wird Agathes Wunsch, niemanden aus ihrem Umfeld mehr sehen und hören zu wollen, übergangen und Eugenie, für die Agathe mittlerweile eine tiefe Verachtung und Hass hegt, drängt sich ihr als ihre Pflegerin auf. Eugenies Umgang mit ihr mündet letztendlich in einem plötzlichen Anfall Agathes, in welchem alle bisher gewaltsam unterdrückten Gefühle aus ihr herausbrechen, sie sich auf die Schwägerin stürzt und versucht, diese zu erwürgen. Darauf endet sie in einer Nervenheilanstalt. Zwei Jahre muss Agathe dort verbringen, bevor sie wieder entlassen wird. Sie lebt wieder mit ihrem Vater. Ihr Gedächtnis hat gelitten, sie weiß viel aus der Vergangenheit nicht mehr und macht sich keine Sorgen mehr über die Zukunft. „Sie seufzt oft und ist traurig – zumal wenn die Sonne hell scheint und die Blumen blühen, wenn sie Musik hört oder Kinder spielen sieht. Aber sie wüsste kaum noch zu sagen, warum…“ (211)

### Handelnde Personen
Agathe Heidling: Sie ist die zentrale Protagonistin des Romans und wird als ein liebes, braves (und von sich selbst immer als „feiges“) Mädchen dargestellt. Sie schwärmt für Herweghs Gedichte, die von ihrem Umfeld als für Mädchen „unpassend“ angesehen werden und strebt eigentlich nach Freiheit und Liebe. Trotzdem möchte sie unbedingt den Anforderungen der Gesellschaft gerecht werden, scheitert aber an dem gesellschaftlichen Druck, der auf ihr lastet. Sie zerbricht schließlich an diesem inneren Zwiespalt.
Walter Heidling: Er ist Agathes älterer Bruder, der eine Karriere im Militär anstrebt. Er heiratet Agathes Kindheitsfreundin Eugenie und sichert damit das Vermögen der Familie. Er hat kein gutes Verhältnis zu seiner Schwester, vor allem nicht, nachdem diese herausfindet, dass er sich nachts in das Zimmer des Hausmädchens Luise schleicht und diese missbraucht.
Regierungsrat Heidling: Er ist Agathes und Walters Vater. Als Regierungsrat vertritt er die Ansichten des Landes und hat deswegen auch im Sinn, seine Kinder nach den gesellschaftlichen Idealen zu erziehen. Das Ansehen seiner Familie und sein Vermögen hat für ihn höchste Priorität, was oft zu einem angespannten Verhältnis mit seinen Kindern führt.
Frau Heidling: Sie ist die etwas kränkliche Mutter von Agathe und Walter. Sie wird von den Erwartungen an eine gute Mutter geleitet, weiß diese aber oft nicht umzusetzen. Ihre dürftigen Versuche, eine (gute) Beziehung zu Agathe aufzubauen, scheitern.
Onkel Gustav: Er gilt allgemein als sehr vornehm, reich und ist ein Kenner „des Schönen“ (S. 50), der die Sitten und Machtspiele in der Gesellschaft zu durchschauen scheint. Er selbst bleibt aber, zumindest für Agathe, undurchschaubar.
Martin Greffinger: Er ist der Cousin von Agatha und Jurastudent. Anfänglich zeigt er romantisches Interesse an Agathe, wird dann jedoch grob, weil sich die Beziehung für seinen Geschmack zu langsam entwickelt. Fortan äußert er oft revolutionäre, und, vor allem für Agathe, unpassende Gedanken.
Eugenie Wutrow: Sie ist eine alte Kindheitsfreundin und spätere Schwägerin von Agathe. Sie wird als verwegen, durchdacht und manipulativ beschrieben, was ihre Freundschaft mit Agathe verkompliziert.
Adrian Lutz: Adrian ist Maler und ein Bekannter der Familie. Er reist nach M. (Agathes Heimatort), als seine Freundin, die Schauspielerin Fräulein Daniel, dort angestellt wird.
Jurist Raikendorf: Der Landrat ist etwas älter als Agathe, wird jedoch von ihren Eltern für eine gute Partie gehalten. Er sieht dann aber von einer Hochzeit mit Agathe ab, weil die Familie Heidling nicht in der Lage ist, eine Mitgift zu zahlen.

### Themen und Motive
1. Religiosität, Lust und Liebe bilden ein zentrales Motiv in diesem Roman. Religiöse Werte, individuelle Sehnsüchte und gesellschaftliche Normen stehen im Konflikt mit persönlichen Wünschen und Neigungen.
2. Gesellschaftliche Strukturen und Rollenbilder werden anhand der Figur von Agathe reflektiert. Sie steht zwischen den traditionellen und sich wandelnden Vorstellungen von Weiblichkeit, Anpassung und Selbstbestimmung.
3. Naturromantik in Form von literarischen Bilder werden als Kontrast zu den beengenden Verhältnissen und als Symbol der Freiheit und Ungezwungenheit im Roman beschrieben. Agathes Sehnsucht nach Freiheit und Selbstverwirklichung spiegelt sich in ihrer Liebe zur Natur und in ihrem Wunsch, den engen Räumen und den Restriktionen zu entfliehen.
4. Melancholie, Hysterie und Psychische Krankheiten: Krankheit und Hysterie wird als Folge des gesellschaftlichen Drucks und der daraus resultierenden Zerrissenheit thematisiert. Agathe zerbricht an den ihr auferlegten Erwartungen, verliert ihre psychische Gesundheit und stirbt. Lisabeth Hock sieht in Aus guter Familie ein Spannungsfeld zwischen der Vorstellung von Melancholie als potenziell produktivem Temperament und als lähmender Stimmungsstörung. Der Roman bietet in dieser Lesart einen Einblick in die Ursachen und Bedeutungen der Traurigkeit und Furcht einer klugen und sensiblen jungen Frau. Heute spricht man nicht mehr von Melancholie, sondern von depressiven Stimmungsstörungen, die überwiegend Frauen betreffen und hauptsächlich neurobiologische Ursachen haben.

## Rezeption und Forschung
„Die Provokation des Romans lag nicht im Sujet, dem Problem der unverheirateten Frau, das schon der Frauenroman des 18. Jahrhunderts wie auch die realistische Prosa aufgreift, sondern in der Darstellung der ungeschönten Realität eines Frauenlebens und dem Verzicht auf eine abdämpfende versöhnliche Lösung.“
Reuters eigenes feministisches Engagement war zu Beginn eher zurückhaltend. In ihrer Autobiografie Vom Kind zum Menschen, veröffentlicht 1921, erwähnt sie, dass sie während des Schreibens von Aus guter Familie wenig von der Frauenbewegung gehört habe und ihr diese nicht sonderlich sympathisch war. Erst als sie sich intensiv mit dem inneren Schicksal ihrer Protagonistin Agathe auseinandersetzte, wurde sie mit dem Kampf der Feministinnen um die Befreiung aus dem Joch der Familie vertraut. Während ihrer Zeit in München engagierte sie sich dann aktiv in der Frauenbewegung, besonders im Kampf gegen die gefährlichen Paragraphen des Bürgerlichen Gesetzbuches. Obwohl sie zunächst mit Leidenschaft daran teilnahm, erkannte sie bald, dass ein dauerhaftes Engagement sie von ihrer dichterischen Tätigkeit abhalten würde. Ihre Natur als Betrachterin, nicht als Kämpferin, führte dazu, dass sie sich wieder auf ihre literarische Arbeit konzentrierte. Trotzdem wurde sie später für ihr Engagement in der Frauenbewegung geehrt, besonders als „mutig-innige Verfechterin für die Befreiung der Frau“.
1904 wurde Gabriele Reuter von Thomas Mann als „die souveränste Frau, die heute in Deutschland lebt“ gelobt, Sigmund Freud attestierte ihrem Roman „die besten Einsichten in das Wesen und die Entstehung der Neurosen“. Trotz dieses beträchtlichen Erfolgs geriet Gabriele Reuter seit den 1920er Jahren weitgehend in Vergessenheit. Es wurde nie eine Gesamtausgabe ihrer Werke veröffentlicht, und auch in der Literaturgeschichte wurde sie vernachlässigt.
Reuter präsentiert eine schonungslose Darstellung der Herausforderungen, mit denen Frauen ihrer Zeit konfrontiert waren, wobei sie drastische Milieubeschreibungen und eine ernste, oft bittere Atmosphäre verwendet. Im Gegensatz zu Theodor Fontane bietet sie keine Lösungen für die dargestellten Probleme an und verzichtet auf einen versöhnlichen Ton. Trotz literarischer Qualität wurde Reuters Werk als „Frauenliteratur“ abgestempelt, was seiner ernsthaften literarischen Rezeption im Wege stand und möglicherweise dazu führte, dass sie nicht im Kanon der Literaturgeschichte verankert wurde.
Denise Roth untersucht in ihrer Studie Das literarische Werk erklärt sich selbst die Rezeption von Theodor Fontanes Effi Briest und Gabriele Reuters Aus guter Familie. Sie betont die Bedeutung autonomieästhetischer Kriterien für die Aufnahme in den literarischen Kanon und vergleicht die beiden Werke auf rein literaturwissenschaftlicher Basis, ohne Einflüsse durch sozio-historische oder biographische Aspekte zu berücksichtigen. Roth kommt zu dem Schluss, dass Fontanes Werk in der Lenkung des Verständnisses auf außerfiktionale Zusammenhänge überlegen ist, und lobt seine innere Kohärenz im Vergleich zu Reuters angeblich inkonsistenter Welt. Sie sieht Fontanes Roman als ästhetisch überlegen an und argumentiert, dass die Rezeptionsgeschichte von Reuters Werk möglicherweise auf dessen Mängel in der inneren Kohärenz zurückzuführen ist, nicht auf das Geschlecht der Autorin. Roth räumt jedoch ein, dass ihre Studie kein endgültiges Urteil über die Nicht-Kanonisierung von Reuters Werk fällen kann und dass weitere Faktoren eine Rolle spielen könnten.
Nicole Seifert weist in ihrem Buch Frauenliteratur. Abgewertet, vergessen, wiederentdeckt auf das Schicksal von erfolgreichen Schriftstellerinnen hin, die heutzutage kaum noch bekannt sind. Ein herausragendes Beispiel ist Gabriele Reuter, eine Zeitgenossin von Theodor Fontane, deren 1896 veröffentlichter Roman Aus guter Familie ähnlichen Themen wie Effi Briest behandelt. Trotz ihres Erfolgs und mehrerer Bestseller geriet Reuter in Vergessenheit. Seifert argumentiert, dass Reuter unangenehme Themen anspricht, insbesondere das Leben von Frauen im Patriarchat, was viele Menschen abschrecke. Es gibt daher nur wenige Handbücher über Autorinnen im Vergleich zu Autoren, was dazu führt, dass Studierende häufiger männliche Autoren für Prüfungen wählen, da mehr Forschung und Material verfügbar sind. Dies verstärke einen bereits bestehenden Trend und perpetuiere das Ungleichgewicht in der literarischen Wahrnehmung von Frauen und Männern. Katja Mellmann brachte daher 2006 eine zweibändige Studienausgabe des Romans mit zusätzlichen Dokumenten heraus.
Aus guter Familie wurde hauptsächlich als literarische Darstellung der Frauenbewegung betrachtet, insbesondere im Rahmen der feministischen Literaturkritik. Im späten 19. Jahrhundert wurde unter dem Titel der „Mädchenfrage“ die besorgniserregende statistische Beobachtung eines Frauenüberschusses und die dadurch reduzierten Heiratschancen bürgerlicher Mädchen diskutiert.
Der Roman hat eine zweigeteilte Struktur: Im ersten Teil des Romans, das Konfirmationskapitel, wird ausführlich über die „Bestimmung des Weibes zur Ehe“ informiert, indem die Ansprachen des Pfarrers und des Vaters ausführlich wiedergegeben werden. Zusammenfassend zeigt dieser Teil des Romans anhand von Agathe Heidling, wie das Ideal der weiblichen Bestimmung aussehen könnte: Agathe verinnerlicht das Ideal der Liebesheirat, jedoch nicht in Form der komplementaristischen Vernunftliebe, sondern als romantische, ganzheitliche Liebe, die letztendlich nur Künstlern, Dichtern und Freiheitskämpfern dienen kann. Sie erwirbt auch nicht die habitualisierte Bigotterie der bürgerlichen Eheauffassung, die erforderlich ist, um das Ideal der Liebesheirat und die Realität des Heiratsmarktes pragmatisch zu vermitteln (sie scheitert kläglich bei ihrem ersten Ball). Während der erste Teil vom Scheitern der vorgesehenen Lebensbahn berichtet, beschäftigt sich der zweite Teil mit einer systematischen Erörterung fast aller denkbaren Alternativen zur vorbestimmten Laufbahn als Hausfrau, Gattin und Mutter, die im Diskurs um die Mädchenfrage aufgeworfen wurden.

## Ausgaben
- Aus guter Familie. Leidensgeschichte eines Mädchens. Fischer, Berlin 1895.
- Aus guter Familie. Leidensgeschichte eines Mädchens. Studienausgabe mit Dokumenten. Hrsg. von Katja Mellmann. 2 Bände. TransMIT, Marburg an der Lahn 2006, ISBN 3-936134-19-7 (Text) und ISBN 3-936134-20-0 (Dokumente).
- Aus guter Familie. Leidensgeschichte eines Mädchens. Nachwort von Tobias Schwartz. Reclam, Ditzingen 2024, ISBN 978-3-15-011496-4.